# 李賢浩
李賢浩（英語：Ryan Lee，1987年—），前香港西貢區議會坑口東選區議員。他曾經是將軍澳民生關注組成員，其後於2020年9月退出。目前他定居英國。

## 參與區議會
李賢浩在2019年區議會選舉中以泛民主派身份，代表將軍澳民生關注組及區政聯盟出戰西貢坑口東選區，與時任區議員劉偉章及獨立候選人劉敏財角逐區議員一席位。最終，李賢浩在3470張選票當中，取得1850票，擊敗分別取得1559票及323票的劉偉章及劉敏財，當選2020-2023年區議員。是次選舉亦打破坑口東選區歷史以來由建制及鄉事派壟斷的局面，李賢浩成為該區史上首位民主派區議員。
2021年10月7日，政府當局不信納李賢浩符合擁護基本法及效忠特區的法定要求和條件，裁定宣誓無效，取消李的區議員資格，並停止其參選權五年。